# Isidor Loeb (Politikwissenschaftler)
Isidor Loeb (* 5. November 1868 in Roanoke, Howard County, Missouri; † 4. Juni 1954 in St. Louis, Missouri) war ein US-amerikanischer Politikwissenschaftler und Verfassungsrechtler, der 1932/33 als Präsident der American Political Science Association (APSA) amtierte. Zu diesem Zeitpunkt war er Professor an der Washington University in St. Louis.

## Leben
Isidor Loeb stammte von deutschen Einwanderern ab. Er war eins von zwölf Kindern von Bernhard Loeb und Bertha Myer Loeb. 1881 begann er ein Studium an der University of Missouri. Dort erlangte er 1887 den Bachelor of Science sowie 1893 den Master of Science und Bachelor of Laws. Danach setzte er seine Studien an der Columbia University fort und wurde dort 1901 zum Doctor of Philosophy promoviert. 1899/1900 studierte er auch in Berlin.
Ab 1892 lehrte Loeb an der University of Missouri, zunächst als Tutor, ab 1895 als Assistant Professor und von 1902 bis 1925 als Professor für Politikwissenschaften und Öffentliches Recht. Von 1910 bis 1916 war er Dekan der Fakultät. 1923 amtierte er als geschäftsführender Präsident der University of Missouri.
1925 wechselte Loeb an die Washington University in St. Louis. Dort lehrte er als Professor für Politikwissenschaften und war Dekan der School of Commerce and Finance bzw. School of Business and Public Administration. 1940 wurde er emeritiert.
Loeb war auch für die Regierung des Bundesstaates Missouri tätig, insbesondere als Steuerexperte. Er gehörte 1906 der Missouri State Tax Commission an und beriet die Mitglieder der Verfassunggebenden Versammlungen, die 1922/1923 und 1943/1944 stattfanden. Während des Zweiten Weltkriegs war er Direktor des Office of Price Administration in St. Louis und Sonderermittler des War Labor Board. Er interessierte sich für die Geschichte seines Bundesstaates und engagierte sich in der State Historical Society of Missouri, deren Gründungsmitglied (1898), Erster Sekretär, Trustee (1901 bis 1944) und Präsident (1944 bis 1947) er war.
Isidor Loeb war seit 1915 mit Carrie Lengsfield Loeb († 1951) verheiratet und hatte einen Sohn und zwei Töchter. Er starb 1954 im Alter von 85 Jahren in St. Louis. Sein Nachlass befindet sich im dortigen Archiv der Missouri Historical Society.

## Schriften (Auswahl)
- Syllabus of American citizenship. Missouri Book Co., Columbia 1921.
- Government in Missouri, local, state, and national. Cincinnati American Book Company, New York 1912.
- Mit Walter Williams: Civil government. Local, state and national. Democrat Print. Co., Carrollton 1907.
- The legal property relations of married parties a study in comparative legislation. Columbia University Press, New York 1900 (Neuauflage: AMS Press, New York 1968).